# Ellesiya
Ellesiya fue un enclave de Nubia situado entre la primera y la segunda catarata del río Nilo, unos setenta kilómetros al norte de Abu Simbel y 225 al sur de Asuán. 
En Ellesiya había una fortaleza militar y otros edificios de carácter comercial. A mediados del siglo XV a. C., el faraón Tutmosis III mandó construir un templo hemispeos dedicado a Amón, Horus, Satis y al propio rey, que se consagró en el año 1454 a. C. 
El templo fue cedido a Italia en el siglo XX en gratitud por su colaboración en el salvamento de los monumentos de Nubia durante la construcción de la presa de Asuán. El templo se expone actualmente en una sala del Museo Egipcio de Turín. 
Actualmente la región se encuentra bajo las aguas del Lago Nasser. 